# Place Clichy sans complexe
Pour plus de détails, voir Fiche technique et Distribution.
Place Clichy sans complexe est un documentaire réalisé par Jean-Jacques Beineix. Il a été diffusé sur Canal+, en 1994.

## Synopsis
Le cinéma Pathé-Wepler de la place de Clichy, à Paris, ferme ses portes en 1994. Ce cinéma de 1 600 places était un monument du cinéma parisien qui était totalement ancrée au cœur de ce quartier populaire du 18e arrondissement. Mais la salle n’est pas fermée définitivement. D’importants travaux la modèlent pour répondre aux exigences d’un marché toujours plus concurrentiel. D’une seule salle de projection, on en fera ainsi douze. La salle de cinéma devient un multiplexe.
La caméra du réalisateur Jean-Jacques Beineix s’est promenée dans le chantier et sur la place de Clichy durant les travaux. Elle y a recueilli les témoignages des commerçants du coin, des habitants, des passants, des ouvriers, des architectes.

## Fiche technique
- Réalisateur : Jean-Jacques Beineix
- Image : Rémy Boudet, Hervé Laousse
- Son : Alain Kropfinger
- Montage Image : Jackie Bastide, Florence Leconte
- Montage son et mixage : Katrina Heaulme, Frédéric Attal
- Musique originale : Reinhardt Wagner
- Durée : 26 min
- Production : Cargo Films / France 2